# Marpesia camillus
Marpesia camillus är en fjärilsart som beskrevs av Fabricius 1781. Marpesia camillus ingår i släktet Marpesia och familjen praktfjärilar. Inga underarter finns listade i Catalogue of Life.